# پتک دینچوز
پَتَک دینچوز (به ترکی استانبولی: Petek Dinçöz) (زاده ۲۹ مه ۱۹۸۰ در ازمیر) خواننده، بازیگر و مجری تلویزیونی اهل ترکیه است.

## زندگی‌نامه
پتک کلمه‌ای ترکی به معنی شانهٔ عسل در کندوی زنبور عسل است. او با ترانه‌های Bende Kaldı، Foolish Casanova و Okşa مشهور شد.
در تلویزیون هم کارش را با برنامه صبحگاهی Arım Balım Peteğim شروع کرد. تا ماه مارس ۲۰۰۸ در Show TV مشغول اجرا بود و پس از آن هم به Star TV منتقل شده است.
در شب ۱۱ ژانویه ۲۰۰۸ در برنامه Beyaz Show که به صورت زنده پخش می‌شد، دوست و همکار قدیمی‌اش، جان تانری‌یار از او خواستگاری کرده و او هم جواب مثبت داد و در همان برنامه زنده ازدواج کردند. وی سپس از جان طلاق گرفت و با سرکان ازدواج کرده و پسری به اسم اصلان دارند.

## آلبوم‌ها
1. 2001 - Bende Kaldı
2. 2002 - Aşkın Tam Sırası
3. 2003 - Sen Değmezsin
4. ۲۰۰۴ - Şaka Gibi
5. 2005 - Doktor Tavsiyesi
6. 2006 - Kördüğüm
7. 2007 - Yolun Açık Olsun
8. 2008 - Frekans
9. 2009 -Ne Yapayım Şimdi Ben
10. Yalanı Boşver- 2011
11. Milat- 2013
12. 2017 -Gel O Zaman
13. 2017 -Haydi Şimdi Gel

## فیلم‌ها
1. Sırılsıklam - ۱۹۹۸
2. Zehirli Çiçek (گل سمی) - ۲۰۰۰
3. Bir Yıldız Tutuldu (یه ستاره گرفته شد) - ۲۰۰۲
4. Nehir (نهر) - ۲۰۰۵
5. Keloğlan Kara Prens'e Karşı - ۲۰۰۵